# 伊藤晴雨
伊藤晴雨（1882年3月3日—1961年1月28日，在日本东京出生和逝世），日本画家，是“现代日式绑缚之父”。

## 人生经历
伊藤晴雨出生于浅草区，在1890年学习绘画。他的父亲是铁匠，他因此进行象牙雕刻的训练，后来进行雕塑的训练。在13岁时，使用别名晴雨。1907年左右，他开始进行报纸相关工作。
1919年，伊藤雇请一名模特艺术学校的年轻模特黄濑撒哈拉。黄濑怀孕后成为伊藤的第二任妻子。
1930年，伊藤晴雨成为审查的目标。在东京大空袭失去了工作。1960年，他获得日本美术家联盟颁发的奖项。

## 作品风格
伊藤晴雨对歌舞伎和江户时期的其他事物非常有兴趣，他的书《江戸と東京風俗野史》在关东大地震后发布。他的技术是通过江户时代的酷刑来捆绑他的模特，并拍摄照片，以作为他的画的灵感。一个引发争议的作品是捆绑他怀孕的妻子黄濑，并将她悬空倒挂来绘画。

## 著書
- 『日本刑罰風俗図史』 藤澤衛彦、 伊藤晴雨 1948年
- 『文京区絵物語』文京タイムス社　1952
- 『伊藤晴雨 自画自伝』（新潮社、著：伊藤晴雨 編：福富太郎）ISBN 978-4104156016
- 『伊藤晴雨写真帖 : 責め絵の女』 新潮社, 1996
- 『美人乱舞―責め絵師 伊藤晴雨頌』弓立社 1997
- 『江戸と東京風俗野史』　国書刊行会 2001
- 『伊藤晴雨・晴雨秘帖』二見書房 2002